# Keita Machida
Keita Machida (町田 啓太, Machida Keita), né le 4 juillet 1990, est un acteur japonais. Il est membre de la compagnie de théâtre Gekidan Exile,.
Il est représenté par la LDH.

## Biographie
Keita Machida est né le 4 juillet 1990 à Higashiagatsuma, au Japon. Il a une sœur aînée et une sœur cadette. Dès l'école primaire, il a appris le Kendo jusqu'à son entrée au collège. Après avoir obtenu son diplôme de collège, Machida a intégré le lycée d'aviation du Japon à Ishikawa car il avait développé une passion pour les avions depuis son enfance et aspirait à devenir pilote. Il a commencé à danser lorsqu'il était au lycée et est devenu le leader de son groupe de danse. Dans sa jeunesse, Machida a également fréquenté l'EXPG Tokyo, une école de talent dirigée par la LDH.
Machida a rejoint Gekidan EXILE le 25 janvier 2011, après avoir passé avec succès l' Audition Dai 3kai Gekidan EXILE. Bien qu'en juillet 2011, il ait été annoncé comme candidat membre de Generations from Exile Tribe et a quitté Gekidan EXILE, en septembre de la même année, il s'est blessé au mollet de la jambe droite et s'est concentré sur sa guérison.
Le 14 février 2012, il a été rapporté qu'il avait abandonné en tant que membre candidat de Generations et qu'il avait rejoint Gekidan EXILE pour se concentrer sur sa carrière d'acteur.
Le 20 novembre 2019, Machida a publié son premier livre de photos intitulé BASIC.
Le 31 mars 2021, il a participé au relais de la flamme olympique de Tokyo 2020 en tant que porteur de flamme pour sa préfecture, Gunma.

## Filmographie

### Drame télévisé
- 2011 : Rokudenashi Blues : Seiji Wataka
- 2012 : GTO : Akirashu Gakuen former student
- 2012 : Sugarless : Osamu Urabe
- 2013 : Monsieur! : Masaya Baba
- 2013 : Kamen Teacher : Ichiro Inukami
- 2014 : Senryokugai Sousakan : Yasuhiro Kobayakawa (Young)
- 2014 : Hanako to Anne : Ikuya Muraoka[9]
- 2014 : Petero no Sōretsu : Yusuke Tanaka
- 2014 : Honto ni Atta Kowai Hanashi:ire
- 2015 : Ryuusei Wagon : Koga
- 2015 : Tenshi no Knife : Keiji Nagaoka[10]
- 2015 : Bijo to Danshi : Ryo Sakisaka[11],[12]
- 2015-2016 : High＆Low: The Story of S.W.O.R.D. : Noboru Harada[13]
- 2015 : Gattan Gattan: Soredemo Go : Shinichi Morita[14],[15]
- 2016 : Sumika Sumire: 45-sai Wakagaetta Onna : Yusei Masahiro[16],[17],[18]
- 2017 : Kanjou 8-go Sen : Kawashima
- 2017 : Hito wa Mita Me ga 100% : Takuma Maruo[19],[20]
- 2017 : Teinen Joshi : Yosuke Mizoguchi
- 2018 : Last Chance : Seizo Sugiyama
- 2018 : Joshi-teki Seikatsu / Life As a Girl : Tadaomi Goto
- 2018 : Segodon : Komatsu Tatewaki[21],[22]
- 2018 : Prince of Legend : Riichi Yuki[23]
- 2018 : Chuugakusei Nikki : Shotaro Kawai[24]
- 2019 : Nusumareta Kao : Ryohei Tani
- 2019 : Princess Michiko: Histoire d'amour et de souffrance inconnus : Seiji Goto
- 2019 : Hotarugusa Nana no Ken : Ichinoshin Kazahaya[25]
- 2019 : Parallel Tokyo : Koichi Saito
- 2019 : Uncontrol Frontier Icon[26],[27]
- 2020 : Joshikosei no Mudazukai : Masataka Sawatari/Waseda[28],[29]
- 2020 : Guilty: Kono Koi wa Tsumi desu ka? : Keiichi Akiyama[30]
- 2020 : Akiko no Piano: Hibakushita Piano ga Kanaderu Oto : Shigeru Takeuchi
- 2020 : Magie des cerises! Trente ans de virginité peuvent faire de vous un magicien?! : Yuichi Kurosawa[31]
- 2021 : Nishiogikubo Mitsuboshi Youshudo : Ryoichiro Amamiya[32]
- 2021 : Seiten wo Tsuke : Hijikata Toshizō[33]
- 2021 : Uso kara hajimaru koi : Kamoshita Junnosuke[34]
- 2022 : Boku o shujinkō ni shita manga o kaite kudasai sore o sarani dorama-ka mo shi chaimasu! : Gonta Tamachi[35]
- 2023 : Ichigeki : Ichizo[36]

### Films
- 2012 : Double Sky !
- 2012 : Tatoeba Citron : Hiro
- 2013 : Diamant : Taketo
- 2014 : Senpai, Kiss Shiteī desu ka : Shota
- 2015 : Sukimasuki : Heisaku[37]
- 2015 : Gekijourei : Hiroshi Izumi[38]
- 2016 : Road to High & Low : Noboru Harada
- 2016 : High & Low The Movie : Noboru Harada
- 2016 : High & Low The Red Rain : Noboru Harada
- 2017 : High & Low Le Film 2 / End of Sky : Noboru Harada
- 2017 : High & Low Le Film 3 / Mission Finale : Noboru Harada
- 2017 : Koinowa: Croisière Konkatsu[39]
- 2018 : Cinema Fighters - "Terminal"- : Shunsuke Kitagawa
- 2018 : Overdrive : Junpei Masuda
- 2018 : Jam : Takeru[40],[41]
- 2019 : Nikaidoke Monogatari :Yusuke[42]
- 2019 : L-DK : Deux amours, sous un même toit : Soju Kugayama
- 2019 : Prince of Legend : Riichi Yuki
- 2020 : Maeda Kensetsu Fantaji Eigyoubu : Yamada[43]
- 2020 : Your eyes can tell : Kyosuke Sakuma[44]
- 2022 : Cherry Magic! Le Film : Yuichi Kurosawa[45]
- 2022 : Life is a Miracle : Keisuke Tanoura[46]
- 2023 :Ichigeki : Ichizo

- 2023 : Fixer :Tatsuya Watanabe[47]

### Théâtre
| An   | Titre                                                                           | Rôle              | Remarques      | Réf.   |
| ---- | ------------------------------------------------------------------------------- | ----------------- | -------------- | ------ |
| 2010 | Rokudenashi Blues                                                               | Beishime Sawamura |                | [ 48 ] |
| 2012 | Peach Boy                                                                       |                   |                |        |
| 2012 | Rokudoku Geki : Hōsō Kinshi                                                     |                   |                |        |
| 2012 | Akasaka Danse Danse Danse                                                       |                   |                |        |
| 2012 | Attaku n°1                                                                      | Furuse-chūi       |                |        |
| 2013 | Sadako : Tanjō Hiwa                                                             | Hiroshi Toyama    | Rôle principal | ,      |
| 2013 | Monsieur!                                                                       | Masaya Baba       |                |        |
| 2014 | Mayuge Ichizoku no Inbō                                                         |                   |                |        |
| 2016 | Aitakute. .                                                                     |                   |                |        |
| 2020 | GEKIDAN EXILE "Yusha no Tame ni Kane wa Naru / La cloche sonne pour les braves" |                   |                | ,      |
| 2020 | Lecture drame Acte du livre "Geinin Koukan Nikki"                               |                   |                | [ 53 ] |

### Drame Internet
| An   | Titre                                                                | Rôle                | Réseau         | Remarques | Réf. |
| ---- | -------------------------------------------------------------------- | ------------------- | -------------- | --------- | ---- |
| 2012 | Kimitoboku to no Yakusoku                                            |                     | BeeTV          | Épisode 3 |      |
| 2014 | Renai wa Hitsuzendearu : Drame de Wakaru ! Shin Kankaku Renai Hōsoku | Itsuki Yukimura     | d Vidéo, BeeTV | Épisode 6 |      |
| 2017 | Love or Not                                                          | Wataru Sano         | dTV, FOD       |           | ,    |
| 2018 | Love or Not 2                                                        | Wataru Sano         | dTV            |           |      |
| 2020 | Alice in Borderland                                                  | Daikichi Karube     | Netflix        |           |      |
| 2021 | Uso Kara Hajimaru Koi - Hulu special                                 | Kamoshita Junnosuke | Hulu           |           |      |
| 2021 | JAM -the drama-                                                      | Takeru Nishino      | Abema TV       |           |      |
|      |                                                                      |                     |                |           |      |

### Drame radiophonique
| An   | Titre            | Rôle            | Réseau | Réf.   |
| ---- | ---------------- | --------------- | ------ | ------ |
| 2019 | Shinjuku no neko | Haruta Yamazaki | NHK-FM | [ 56 ] |

### Serie télévisée
| An   | Titre                                 | Réseau         | Remarques                    |
| ---- | ------------------------------------- | -------------- | ---------------------------- |
| 2015 | Otakara ! Chasseur d'arrière-cour ! ! | Télévision NHK | Chasseur d'arrière-cour (MC) |
| 2016 | Hakkutsu ! Otakara Galleria           | Télévision NHK | Conservateur                 |

### Vidéos musicales
| An   | Titre                                            | Réf.   |
| ---- | ------------------------------------------------ | ------ |
| 2011 | Sandaime J Soul Brothers " Fighters "            | [ 57 ] |
| 2016 | Doberman Infinity "Do or Die"                    | [ 58 ] |
| 2022 | Generations from EXILE Tribe "Chikara no Kagiri" | [ 59 ] |

### Concert Live
| An   | Titre              |
| ---- | ------------------ |
| 2016 | High & Low Le Live |

### Doublage
| An   | Titre                                             | Rôle   |
| ---- | ------------------------------------------------- | ------ |
| 2017 | High & Low g-sword Animation DVD Edition Spéciale | Noboru |

### Jeux vidéo
| An   | Titre                        | Rôle        | Remarques                                       |
| ---- | ---------------------------- | ----------- | ----------------------------------------------- |
| 2019 | Prince Of Legend Love Royale | Riichi Yuki | - Sorti le 25 mars - Disponible sur iOS/Android |

## Livre photo
|     | An   | Titre                                                | Réf.   |
| --- | ---- | ---------------------------------------------------- | ------ |
|     | 2017 | "HiGH＆LOW LA PHOTOGRAPHIE" NOBORU(ノボル)／町田啓太 | [ 60 ] |
| 1er | 2019 | BASIC                                                | [ 61 ] |
|     | 2020 | BASIC Une autre édition                              | [ 62 ] |

## Distinctions et nominations
| An   | Prix                                        | Catégorie                           | Œuvre nommée                                                                   | Résultat | Réf    |
| ---- | ------------------------------------------- | ----------------------------------- | ------------------------------------------------------------------------------ | -------- | ------ |
| 2020 | Prix dramatique KKTV K劇大賞                | Meilleur acteur dans un second rôle | Magie des cerises! Trente ans de virginité peuvent faire de vous un magicien?! | Lauréat  | [ 63 ] |
| 2020 | Le 106e The Television Drama Academy Awards | Meilleur acteur dans un second rôle | Magie des cerises! Trente ans de virginité peuvent faire de vous un magicien?! | Lauréat  | [ 64 ] |
| 2020 | Le 30e Drama TV LIFE de l'année             | Meilleur acteur dans un second rôle | Magie des cerises! Trente ans de virginité peuvent faire de vous un magicien?! | Lauréat  | [ 65 ] |
| 2021 | Le 31e Drama TV LIFE de l'année             | Meilleur acteur dans un second rôle | SUPER RICH                                                                     | Lauréat  | [ 66 ] |
| 2022 | GQ JAPON Hommes de l'année 2022             | Meilleur acteur révolutionnaire     |                                                                                | Lauréat  | [ 67 ] |